# Vitória (carruagem)

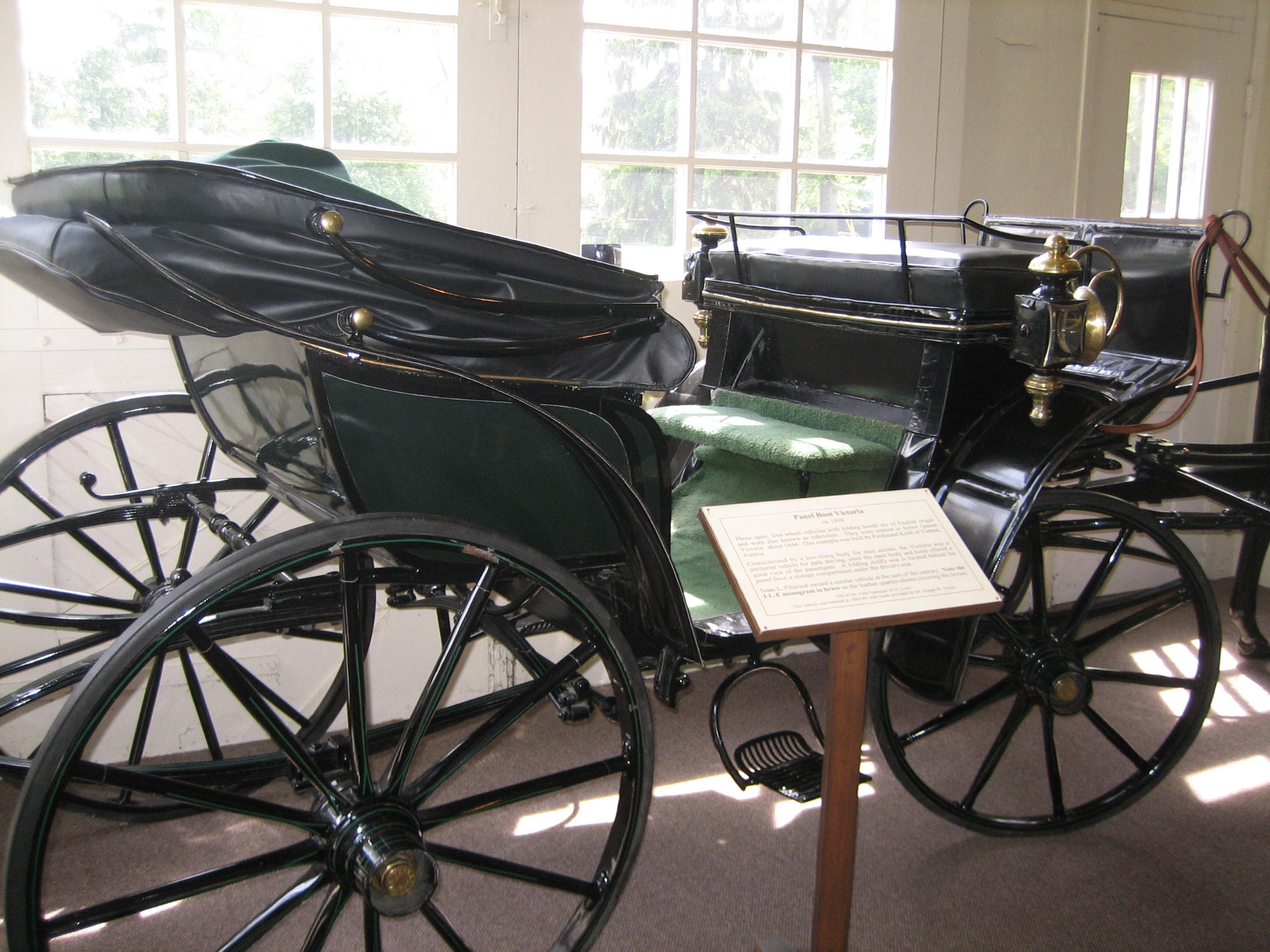
Carruagem Vitória, aproximadamente de 1840, exposta no Ellwood House Visitor Center, em DeKalb, Illinois, EUA.

Vitória é um modelo de carruagem surgido na Inglaterra em meados do século XIX, durante o reinado da Rainha Vitória.
Derivada do Faetonte, pode ser puxada por um ou dois cavalos. Tem dois assentos para passageiros e um para o cocheiro.
Ainda é utilizada na Índia. Em Mumbai, desde 2007 foram estabelecidas normas de controle da saúde dos animais de tração para evitar abusos e maus-tratos.